# توم دريك
توم دريك (بالإنجليزية: Tom Drake)‏ هو ممثل أمريكي بدأ مسيرته الفنية سنة 1938. شارك في قرابة 40 فيلما. امتدت مسيرته الفنية لأكثر من 40 عاما.

## الأعمال
- مدينتنا
- مقاطعة رينتري
- الساحر
- الطيطوي

## روابط خارجية
- توم دريك على موقع IMDb (الإنجليزية)
- توم دريك على موقع ألو سيني (الفرنسية)
- توم دريك على موقع ميوزك برينز (الإنجليزية)
- توم دريك على موقع أول موفي (الإنجليزية)
- توم دريك على موقع قاعدة بيانات برودواي على الإنترنت (الإنجليزية)
- توم دريك على موقع قاعدة بيانات الأفلام السويدية (السويدية)
- توم دريك على موقع إن إن دي بي (الإنجليزية)
- توم دريك على موقع قاعدة بيانات الفيلم (الإنجليزية)
- توم دريك على موقع كينوبويسك (الروسية)
- توم دريك على موقع كينوبويسك (الروسية)